# Mimosybra bipunctata
Mimosybra bipunctata är en skalbaggsart som beskrevs av Stefan von Breuning 1951. Mimosybra bipunctata ingår i släktet Mimosybra och familjen långhorningar. Inga underarter finns listade i Catalogue of Life.